# Triásico Medio
| Era Eratema | Periodo Sistema | Época Serie         | Edad Piso              | Inicio, en millones de años |
| ----------- | --------------- | ------------------- | ---------------------- | --------------------------- |
| Mesozoico   | Cretácico       | Cretácico           | Cretácico              | 143,1                       |
| Mesozoico   | Jurásico        | Jurásico            | Jurásico               | 201,4±0,2                   |
| Mesozoico   | Triásico        | Superior / Tardío   | Rhaetiense Rhaetiano   | 205,7                       |
| Mesozoico   | Triásico        | Superior / Tardío   | Noriense Noriano       | 227,3                       |
| Mesozoico   | Triásico        | Superior / Tardío   | Carniense Carniano     | ~235                        |
| Mesozoico   | Triásico        | Medio               | Ladiniense Ladiniano   | 241,464 ± 0,28              |
| Mesozoico   | Triásico        | Medio               | Anisiense Anisiano     | 246,7                       |
| Mesozoico   | Triásico        | Inferior / Temprano | Olenekiense Olenekiano | 249,9                       |
| Mesozoico   | Triásico        | Inferior / Temprano | Induense Induano       | 252,2±0,5                   |

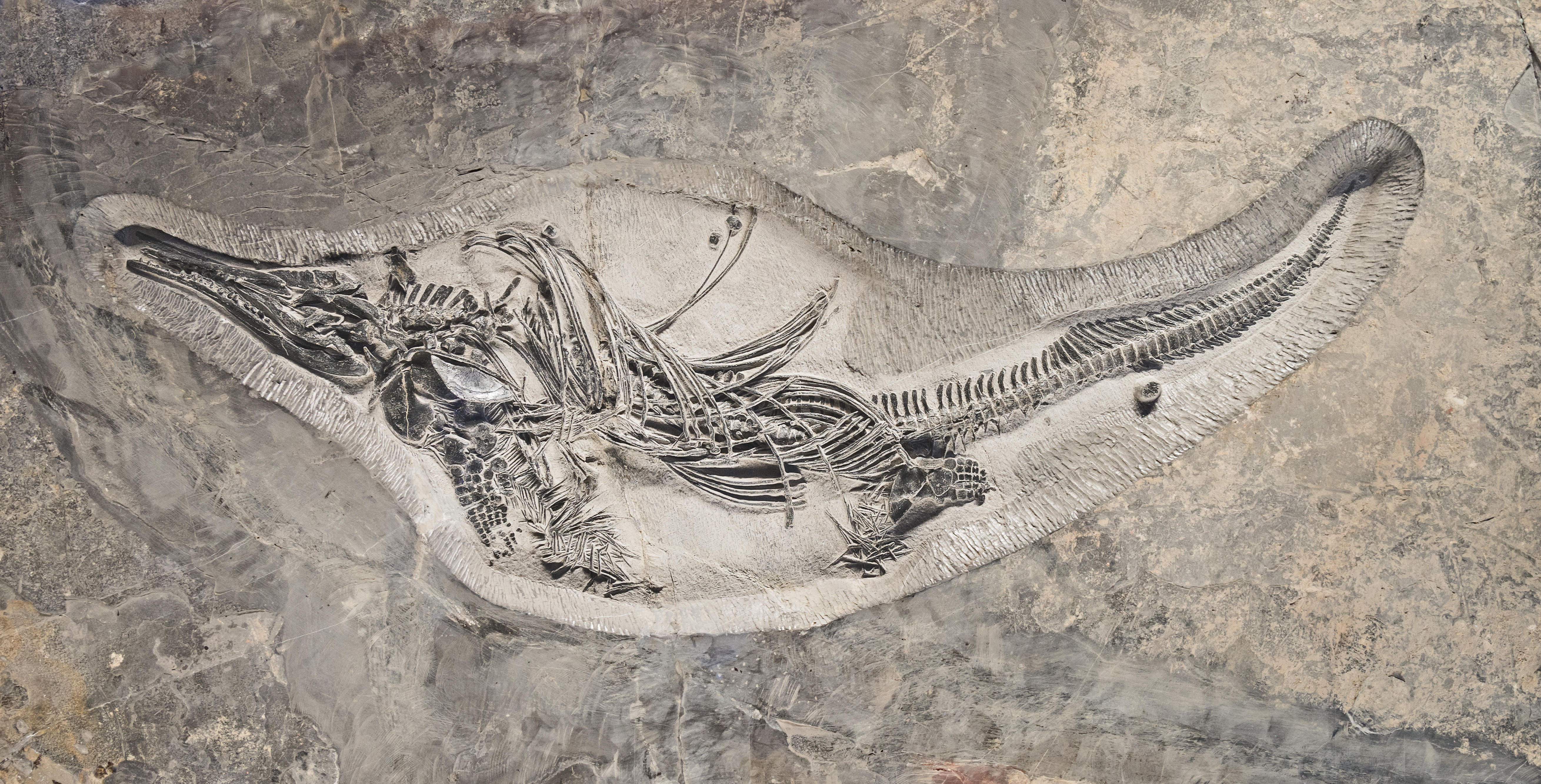
Fósil de Barracudasauroides panxianensis de edad Anisiano, entre hace 247 y 242 millones de años.

El Triásico Medio es la segunda serie y época del Triásico en la escala temporal geológica. Sucede al Triásico Inferior y antecede al Triásico Superior. Comienza hace unos 247 millones de años y finaliza hace unos 235 millones de años. Está dividido en dos pisos/edades:  Anisiense y Ladiniense.
El Muschelkalk, segundo tramo de la antigua división europea del Triásico (hoy unidades litoestratigráficas, no geocronológicas) se corresponde aproximadamente con la parte superior del Triásico Medio, con el Ladiniense (al Anisiense corresponderían los tramos finales del Buntsandstein).

## Fósiles
Ceratites nodosus, Cenoceras, Discoceratites, Coenothyris, Encrinus liliiformis, Lingula ...